# Prolina
La prolina (Pro, P) o prolalina es uno de los aminoácidos que forman las proteínas de los seres vivos. En el ARN mensajero está codificada como CCU, CCC, CCA, CCG.Se trata del único aminoácido proteinogénico cuya α-amina es una amina secundaria (pirrolidina).
La prolina se puede formar directamente a partir de la cadena pentacarbonada del ácido glutámico, y por tanto no es un aminoácido esencial. Es una molécula que posee carga neta 0, por lo tanto es eléctricamente neutra, pero polar (no hidrófoba). Su masa molar es 115,13 g/mol. La prolina está presente en el colágeno. Está también relacionada con la reparación y mantenimiento de los músculos y los huesos.
La prolina es la que confiere flexibilidad a la molécula de inmunoglobulina en la región de bisagra de esta.
La dirección del polipéptido está determinada por la prolina, si está en configuración cis o trans.

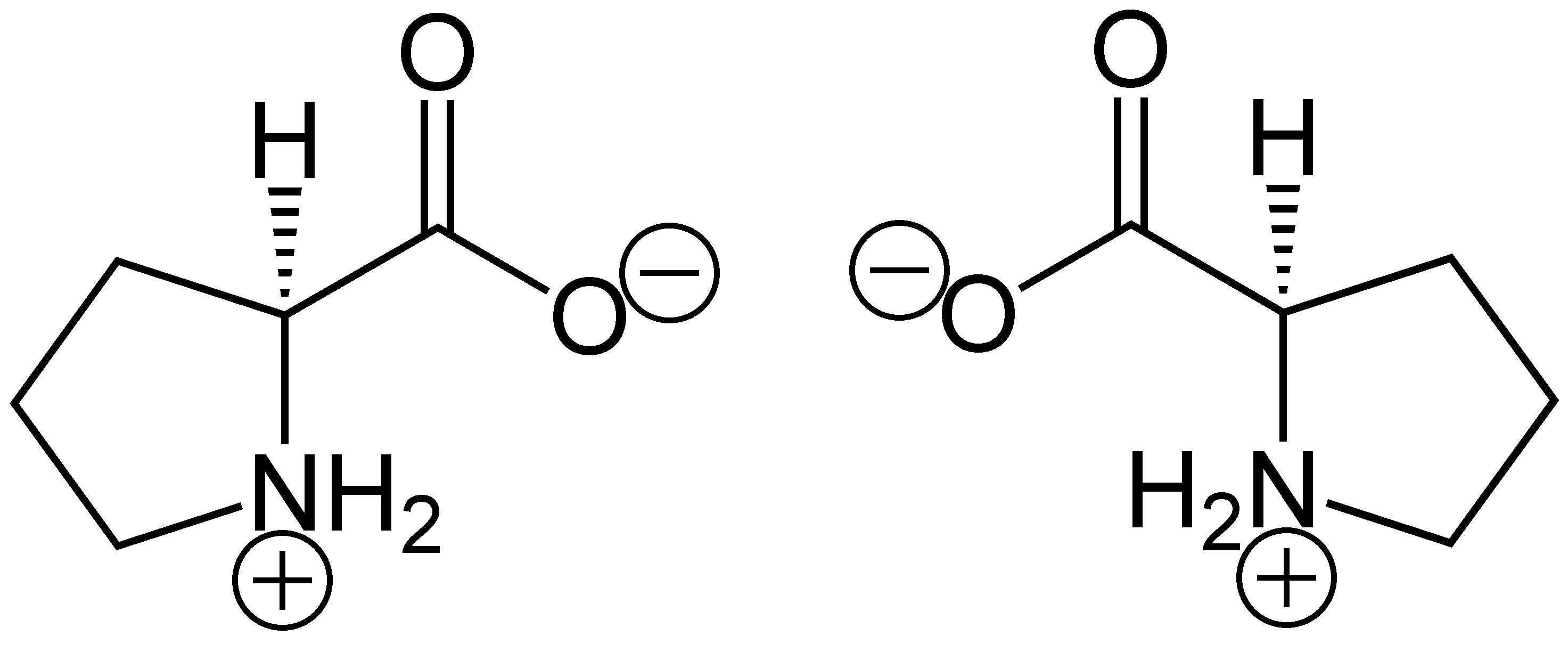
Estructura del zwitterión de los enantiómeros de la prolina: (S)-prolina (izquierda) y (R)-prolina (derecha)

## Historia
Richard Willstätter obtuvo la prolina por vez primera en el laboratorio en 1900, mientras estudiaba la N-metilprolina. El año siguiente, Emil Fischer publicó la síntesis de la prolina mediante la hidrólisis de caseína con ácido hidroclórico. El nombre prolina proviene de pirrolidina, uno de sus componentes.